# كتلة أكاذيب (فلم)
كتلة أكاذيب (بالإنجليزية: Body of Lies) فيلم أمريكي مقتبس عن رواية تحمل نفس الاسم للكاتب ديفيد إغناتيوس. وتدور حول عضو في الاستخبارات المركزية الأمريكية، يذهب إلى الأردن لتعقب إرهابي مطلوب.
الفيلم من إخراج ريدلي سكوت وكتابة سيناريو وليام موناهان ومن بطولة ليوناردو دي كابريو وراسل كرو وغولشفته فرحاني. جرى تصوير الفيلم في واشنطن دي سي و في الرباط (المغرب) ولكن تم اقتبسه عن الأحياء الأردنية 
كان العرض الأول للفيلم في 10 أكتوبر 2008 بالولايات المتحدة.

## عرض الفيلم
الفيلم يتحدث عن مراحل مطاردة لخلية إرهابية في العراق وبعد مقتل المترجم ومساعد ليوناردو دي كابريووهو (فيرس)تم نقله للعلاج بالسيليه ومنها للأردن وهناك تم العمل على احباط عملية تفجير وملاحقة العناصر المشبوهه وتدور احداث كتيرة في تلك الأثناء.ومن الغريب عودة الارهابيين للعمل بالطرق البدائية وترك كل الأجهزة الحديثة بالاتصال من أجهزة حاسوب أو هواتف نقاله والاعتماد على النقل الشفهي للاوامر هناللك يقوم (فيرس)برسم خطة للاطاحه بالخلية ويصور مشهد وكان قاعدة انجرليك التركية فجرت من قبل شخص اسمه (عمر صديقي) ويتم خطفه من قبل (السليم) زعيم الخلية ويوجد مقتول وتتابع الأحداث ويتم خطف (عائشة) وهي ممرضه كان فيرس تعرف عليها بالسابق ويطلب المساعدة من (هاني) وهو شخص يعمل بالمخابرات ولكنه يرفض مساعدتة ويقوم فيرس بالاتصال بجماعة (السليم) الذين ينقلوه للصحراء ومن ثم إلى سوريا وهنالك يداهم (هاني) وعناصر المخابرات وكر (السليم) ويلقون القبض عليهم وذللك بمساعدة عنصر من المخابرات يكون مدسوسا مع الجماعة الارهابية ويخبر (هاني) انه هو من خطف (عائشة) وذللك للإطاحة بالارهابيين ويحاول (هوفمان)وهو مدير فيرس وكالة المخابرات المركزية إعادة (فيرس) للعمل معه ولكن (فيرس)يرفض ويفضل البقاء في الأردن ويلاحقه فترة ثم يتركه ليكمل حياته.

## وصلات خارجية
- الموقع الرسمي وإعلان الفيلم
- مقالات تستعمل روابط فنية بلا صلة مع ويكي بيانات
- Scoring Session Photo Gallery at ScoringSessions.com